# Сафаргалин, Асхат Газизулинович
Асхат Газизулинович Сафаргалин (укр. Асхат Газизулінович Сафаргалін, тат. Әсгать Газизулла улы Сәфәргалин; 8 августа 1922, Старое Курмашево, Семиостровская волость, Мензелинский кантон, Автономная Татарская ССР, РСФСР — 26 августа 1975, Харьков, Харьковская область, Украинская ССР, СССР) — советский украинский художник татарского происхождения. Заслуженный деятель искусств Украинской ССР (1971).

## Биография
Асхат Газизулинович Сафаргалин родился 8 августа 1922 года в селе Старое Курмашево Мензелинского кантона Автономной Татарской ССР (совр. Актанышский район Республики Татарстан).
Из зажиточной семьи, дед с отцом торговали мясом и яйцами, но после начала коллективизации их выслали из деревни. В дальнейшем мать с отцом работали в колхозе, осев в селе Зиланово Калининского района. В 1929 году пошёл в начальную школу в родном селе, а после окончания семилетки год проучился в школе фабрично-заводского обучения при железной дороге в Юдино. С детства увлекался рисованием, с первыми рисунками публиковался в газете «Яшь ленинчы» и журнале «Пионер каләме». Переехав в Казань, в 1938 году в возрасте 16 лет поступил в Казанское художественное училище.
2 февраля 1943 года призван Калининским районным военным комиссариатом в Красную армию, во время учёбы на 4-м курсе училища. С августа 1943 года на Украинском фронте, служил в 18-м гвардейском воздушно-десантном полку 7-й гвардейской воздушно-десантной дивизии, где был телефонистом. 5 сентября 1943 года ранен под Полтавой, после чего находился на излечении в эвакуационном госпитале № 1695. 10 декабря под Житомиром ранен во второй раз, попал в плен и был освобождён, затем работал главным художником полкового клуба Московского военного округа. С декабря 1944 года на Белорусском фронте, где дослужился до командира взвода роты автоматчиков 243-го армейского запасного батальона 1-й гвардейской танковой армии. Имел звание подполковника, по отзывам начальства «показал себя как дисциплинированный, умелый и опытный офицер», который, «не жалея сил и время, работает по воспитанию в подчинённых высоких качеств советского воина». В 1945 году демобилизовался.
Вернувшись в Казань, продолжил получение образования и в 1947 году окончил училище. В том же году уехал в Харьков, где поступил в художественный институт. Учился у А. А. Кокеля, П. И. Котова, М. А. Рыбальченко, А. П. Любимского, Л. И. Чернова. В 1953 году окончил институт с дипломной работой «Хлеба созрели» (1953), которая была высоко оценена критикой и приняла участие во всесоюзной выставке. Выставлялся с 1954 года, принимал участие в республиканских и всесоюзных выставках. Также экспонировался в Болгарии, Италии, Канаде, Японии, Германии, на Кипре. Его произведения находятся в собраниях Государственного музея украинского изобразительного искусства, Харьковского художественного музея, Львовского музея украинского искусства, художественных галереях и музеях Донецка, Запорожья, Севастополя, а также в частном собрании семьи Сафаргалина.
В 1954 году стал кандидатом в члены, а в 1958 году избран членом Союза художников. Участник III съезда Союза художников СССР, съездов СХ Украины (III, IV, V. В Союзе был председателем Харьковской областной организации (1963—1971) и членом её правления (с 1965 года), членом республиканского правления (с 1968 года), председателем комиссии по работе с молодыми художниками (1969—1971), затем занимал пост председателя правления харьковского Художественного фонда (1971—1973), был членом президиума и заместителем председателя правления ХОО (с 1971 года). Участвовал в организации Змиёвского краеведческого музея, которому подарил ряд своих работ. В 1970 году стал лауреатом премии Харьковского областного комитета ВЛКСМ имени А. Г. Зубарева за картины «Медсестра» и «Трудовой семестр». В 1971 году удостоен звания заслуженного деятеля искусств Украинской ССР.
Асхат Газизулинович Сафаргалин скончался 26 августа 1975 года в Харькове в возрасте 53 лет. По словам супруги, художник мало занимался популяризацией своего творчества: «Не было ни одной персональной выставки. Он был необычайно скромен. Всё хотел больше сделать, работать без отдыха». В 1977 году прошла посмертная выставка художника, к которой в том же году вышел каталог, а в 1980 году издан альбом с творчеством Сафаргалина.

## Очерк творчества
Сафаргалин характеризуется как яркий представитель советской живописной школы, один из крупных мастеров сюжетно-тематической картины. Он считается гением военной картины, добившимся признания на всесоюзном уровне. Широкую известность получили полотна, посвящённые Великой Отечественной войне, в частности, «Медсестра» (1965) и «Вешние воды» (1971). Такие работы Сафаргалина наполнены светлыми чувствами и красками: пережив все тяготы войны, художник был приверженцем дела мира, завещав хранить его будущим поколениям. Работая в рамках социалистического реализма, Сафаргалин обратился и к популярному в 1960-1970-х годах сюжету, создав картину «Юрий Гагарин в Артеке» (1975) — он изобразил первого космонавта Земли улыбающимся, добрым и простым человеком, примером для подражания для всех детей.
Его произведения отличаются монументальностью образов, оптимистическим настроем, лирической романтикой, как, например, полотна, посвящённые трудовым будням сельских жителей — «Письмо» (1957), «Урожай» (1962), «Майский дождь» (1967), «Трудовой семестр» (1968), «Доярки» (1971), сложившиеся в масштабный цикл жанровых картин, этюдов и графических зарисовок. Глядя на мужчин и женщин, здоровых, трудолюбивых, готовых на свершения, зритель проникается атмосферой послевоенных лет. Несмотря на избранную им тематику трудовых будней, художник старался отразить и повседневную жизнь жителей села. Персонажи полотен Сафаргалина — это простые жители Харьковщины, образы которых довольно обобщительны, отличаются нравственной чистотой и духовностью. Таковы работы «Свинарки» (1963), «Подруги» (1966), «У колодца» (1967), «Парни», «Свадьба», «Запрягайте, хлопцы, коней» (все — 1970), «У берега» (1971), «Качели» (1974). Критикой также отмечены картины «Вешние воды» (1970), «Зимние кружева» (1971), «Отцы и дети», «Земля цветёт» (обе — 1974).
Очень любовно, мажорно воспет большой друг художника Сафаргалина — сиреневый куст под его окном. Часто, часто взор Асхата Газизулиновича отдыхал, любуясь этими пышными лиловыми кустами… Куст могучий, подчёркнуто яркий, радостный. В нём словно отразилась часть мироощущенья художника, так неразрывно связанного с силой и добротой природы Украины, второй родины живописца, где он так полноценно и увлечённо трудился и жил.О посмертной выставке Сафаргалина
Пленэрная живопись, представленная пейзажем и пейзажными фонами, характеризуется особой фактурой письма, световоздушным пространством, наполненностью солнцем, как, например, в работах «Лодка» (1963), «Лесопарк» (1973), «Высоковольтная линия (Шебелинка)» (1975). В связи с этим в критике отмечалось, что художник сам родился в августе, полном солнечных дней. Портретный жанр в творчестве Сафаргалина наиболее полно раскрылся в женских образах, пронизанных тонким психологизмом и лиризмом — это «Портрет жены художника — Е. И. Шевченко-Соханевой» (1956), работы «Студенческая весна» (1961) и «Портрет девушки в полосатой блузке» (1969). Многие этюды художника и эскизы к картинам критикой оцениваются как законченные полотна, как, например, «Портрет женщины в красном» (1969) и «Девушка в белом платке» (1971), или же пейзажи «Колодец» (1967) и «Серебристые тополя» (1972). Станковая графика представлена многочисленными рисунками карандашом или углём, которые часто имеют вид набросков к живописным полотнам — «Девушка с автоматом» (1965) или же «Голова девочки» (1971). Также Сафаргалин является автором известных фресок, выполненных в государственных учреждениях Харькова.

## Награды
- Почётная грамота Президиума Верховного Совета Украинской ССР (1968 год)[4].
- Почётное звание «Заслуженный деятель искусств Украинской ССР» (1971 год)[30].
- Премия Харьковского областного комитета ВЛКСМ[укр.] имени А. Г. Зубарева (1970 год) — за картины «Медсестра» и «Трудовой семестр»[4].
- Диплом Союза художников СССР (1965 год) — за картину «Медсестра», представленную на всесоюзной художественной выставке «На страже мира»[31].
- Орден Отечественной войны II степени (1985 год, посмертно)[32].
- Медаль «За боевые заслуги» (1945 год) — за образцовое выполнение боевых заданий Командования на фронте борьбы с немецко-фашистскими захватчиками и проявленные при этом доблесть и мужество[8].
- Медаль «За победу над Германией в Великой Отечественной войне 1941—1945 гг.» (1945 год)[33].
- Медали «Двадцать лет Победы в Великой Отечественной войне» (1965 год), «50 лет Вооружённых Сил СССР» (1967 год), «За доблестный труд. В ознаменование 100-летия со дня рождения В. И. Ленина» (1969 год)[4].

## Память
В 1976 году бюст Сафаргалина из мрамора выполнил И. П. Ястребов. В 2018 году памятная доска с именем Сафаргалина в числе 43 харьковских художников была установлена на доме художника в Харькове в честь 80-летия образования областной организации СХУ. Именем Сафаргалина в Актаныше названа улица, его бюст стоит на местной Аллее Славы. При этом на родине Сафаргалина в Старом Курмашево его память никак не увековечена, работ художника нет и в местном музее.

## Личная жизнь
Супруга — Елена Шевченко-Соханева, врач-бактериолог, поженились в 1954 году. Двое детей — дочь Надежда (р. 1957, врач) и сын Андрей (р. 1961, художник).